# Pankotay István
Pankotay István (Kántorjánosi, 1920. november 13. – Nyíregyháza, 1992. január 24.) magyar előadóművész, színész, színigazgató, a nyíregyházi Móricz Zsigmond Színház örökös tagja.

## Pályája
Élete nagyobbik fele Nyíregyházához, előbb a közművelés világához, majd a színházhoz kötötte.
Az 1950-es években a nyíregyházi Móricz Művelődési Ház, majd a Móricz Zsigmond Színház igazgatója volt 1963-tól 1981-ig, amikor a vendégtársulatok fogadása, a színház megszerettetése volt a feladat – miközben ő maga feleségével, Halmi Zsuzsa rendezővel, 1975-ben gyermekszínházat szervezett – nagy élvezettel vállalta a szerepeket.
Az állandó társulat létrejöttével nyugdíjba vonult, de akkor sem a nyugalmat kereste, hiszen előbb színházi titkárként, majd pedig a színpadon epizodistaként villantott fel egy-egy emlékezetes karaktert.
Előadóművészként is nagy népszerűségnek örvendett: gyönyörű baritonjával, jellegzetes, ízes beszédével sok barátot szerzett a művészeteknek a megyében és országszerte egyaránt. Egyéni nóta és népdal előadását néhány rádiófelvétel is megörökítette..
1992. január 24-én, türelemmel viselt, hosszú betegség után hunyt el, családja körében.
1996-ban, az állandó társulat fennállásának 15. évfordulóján, a színház Örökös Tagjának választotta.

## Főbb szerepei
- Dosztojevszkij–Kompolthy Zs.: Ördögök – Tyihon atya
- Wilder: A mi kis városunk – Mr.Carter
- Huszka: Lili bárónő – Malomszegi
- Barillet–Grédy: A kaktusz virága – Cochet úr
- Béberné Gergely Ilona: A farkas kincse – Torzonborz

## Koncertek, fellépések
Népszerű nóta és népdalestjeivel bejárta egész Magyarországot és a határon túl magyarlakta településeit.